# Mónika Szeles
Mónika Szeles (srp. Monika Seleš) (Novi Sad, 2. prosinca 1973.), bivša teniska reprezentativka SFR Jugoslavije, SR Jugoslavije i SAD-a mađarskog porijekla. Osvojila je 9 Grand Slam titula i postala najmlađa tenisačica u povijesti koja je osvojila Roland Garros (1990. godine).

## Životopis
Monika Seleš (mađ. Szeles Mónika) je rođena u mađarskoj obitelji u Novom Sadu u Vojvodini (Srbija) u tadašnjoj SFRJ. Počela je igrati tenis sa 6 godina, a trener joj je bio njen otac Károly Szeles. 1985. godine s 11 godina osvojila je turnir Orange Bowl u Miamiju, Florida. Tamo je privukla pozornost trenera Nicka Bollettierija. 1986. godine, obitelj Seleš seli iz Jugoslavije u SAD i upisuje Bollettierijevu tenisku akademiju gdje trenira dvije godine.
Prvi profesionalni turnir igra kao 14-godišnjakinja 1988. godine. Prvi turnir osvaja u Houstonu u svibnju 1989. godine gdje je u finalu savladala Chris Evert. Mjesec dana kasnije probija se u polufinale svog prvog Grand Slama - Roland Garrosa gdje je izgubila od svjetskog broja 1, Steffi Graf sa 6:3, 3:6, 6:3. Svoju prvu godinu u teniskoj karijeri završava kao svjetski broj 6.
Prvi osvojeni Grand Slam turnir bio joj je Roland Garros 1990. godine gdje je pobijedila Steffi Graf i postala najmlađa tenisačica koja je osvojila Roland Garros (16 godina i 6 mjeseci).

1991. godina je prva od dvije godine Monikine dominacije u svijetu tenisa. Startala je osvajanjem Australian Opena. U ožujku iste godine smjenjuje Graf sa svjetskog broja 1. Zatim je obranila svoju dotad jedinu Grand Slam titulu pobijedivši u finalu Arantxu Sanchez Vicario. Umjesto da nastupi na Wimbledonu, uzela je 6 mjeseci odmora i vratila se na US Openu. Osvojila ga je pobijedivši Navratilovu u finalu i tako još više učvrstila poziciju broj 1. Na kraju godine, u paru s Goranom Prpićem osvaja Hopman Kup za Jugoslaviju.

1992. godina joj je bila jednako uspješna kao protekla. Uspješno je obranila titulu na Australian Openu, Roland Garrosu i US Openu. Stigla je do finala Wimbledona, ali nije uspjela prekinuti Steffinu dominaciju na travi. Izgubila je 6:2, 6:1.

U razdoblju od siječnja 1991. godine do veljače 1993. godine, Seleš je igrala na 34 turnira, na samo jednom se nije plasirala u finale, a osvojila je 22 titule. Omjer pobjeda i poraza bio joj je 159:12 uključujući omjer 55:1 na Grand Slam turnirima. Od 1989. godine izgubila je samo 25 mečeva, a osvojila je 30 turnira. Od nje je u tom pogledu bila do tada uspješnija samo Chris Evert (34 turnira od 1971. do 1974.).

30. travnja 1993. na turniru u njemačkom Hamburgu dogodilo se nešto što je šokiralo svijet. U dvoboju s bugarkom Magdalenom Maleevom, pri vodstvu Seleš od 6:4, 4:3, na teren je istrčao 38-godišnji Nijemac Günther Parche i zabio Moniki nož u leđa. Brzo je prebačena u bolnicu. Ozljeda je zacijelila nakon nekoliko tjedana, ali to je ostavilo psiholoških posljedica.

Seleš se vratila tenisu u kolovozu 1995. godine kao američka državljanka na Canadian Openu. Osvojila je titulu pobijedivši u finalu južnoafrikanku Amandu Coetzer sa 6:1 i 6:0. Istog mjeseca igra finale US Opena na koje gubi od Graf sa 7:6, 0:6, 6:3.
U siječnju 1996., Monika osvaja svoj četvrti Australian Open. To je bila njena posljednja Grand Slam titula. Te godine igra opet u finalu s Graf i gubi meč. Poslije toga, jedino finale Grand Slama koje je igrala je bilo na Roland Garrosu 1998. godine (par tjedana nakon očeve smrti). Do finala je uspjela pobijediti svjetski broj 3 - Janu Novotnu i svjetski broj 1 Martinu Hingis. U finalu je poražena od Sanchez-Vicario.
U uspjehe se ubraja i osvajanje Fed Cupa 1996. i 2000. godine za američku reprezentaciju. Također, osvaja brončanu medalju na Olimpijskim igrama u Sydneyu 2000. godine.
U proljeće 2003. godine ozljedila je stopalo i od tada ne nastupa. Igrala je samo 2 egzibicijska meča protiv Navratilove. Nalazi se na 13. mjestu tenisača i tenisačica svih vremena po izboru časopisa Tennis magazine.

## Grand Slam turniri

### Dobila
| Godina | Grand Slam       | Protivnica u finalu                 | Rezultat       |
| 1990.  | Roland Garros    | Steffi Graf, Njemačka               | 7:6(6), 6:4    |
| 1991.  | Australian Open  | Jana Novotna, Čehoslovačka          | 5:7, 6:3, 6:1  |
| 1991   | Roland Garros    | Arantxa Sánchez-Vicario, Španjolska | 6:3, 6:4       |
| 1991.  | US Open          | Martina Navratilova, SAD            | 7:6(1), 6:1    |
| 1992.  | Australian Open  | Mary Joe Fernandez, SAD             | 6:2, 6:3       |
| 1992.  | Roland Garros    | Steffi Graf, Njemačka               | 6:2, 3:6, 10:8 |
| 1992.  | US Open          | Arantxa Sanchez-Vicario, Španjolska | 6:3, 6:3       |
| 1993.  | Australian Open) | Steffi Graf, Njemačka               | 4:6, 6:3, 6:2  |
| 1996.  | Australian Open  | Anke Huber, Njemačka                | 6:4, 6:1       |

### Izgubila
| Godina | Grand Slam    | Protivnica u finalu                 | Rezultat         |
| 1992.  | Wimbledon     | Steffi Graf, Njemačka               | 6:2, 6:1         |
| 1995.  | US Open       | Steffi Graf, Njemačka               | 7:6(6), 0:6, 6:3 |
| 1996.  | US Open       | Steffi Graf, Njemačka               | 7:5, 6:4         |
| 1998.  | Roland Garros | Arantxa Sánchez-Vicario, Španjolska | 7:6(5), 0:6, 6:2 |

## Osvojeni turniri (59)

### Pojedinačno (53)
| Legenda               |
| Grand Slam turniri(9) |
| WTA Championships (3) |
| Tier I Event (9)      |
| WTA Turniri (32)      |

| Titule po podlozi |
| Tvrda (28)        |
| Zemlja (14)       |
| Trava (1)         |
| Parket (10)       |

| Br. | Datum                | Turnir                           | Protivnica u finalu                 | Rezultat                |
| 1.  | 30. travnja, 1989.   | Houston, SAD                     | Chris Evert, SAD                    | 3:6, 6:1, 6:4           |
| 2.  | 25. ožujka, 1990.    | Miami, SAD                       | Judith Wiesner, Austrija            | 6:1, 6:2                |
| 3.  | 1. travnja, 1990.    | San Antonio, SAD                 | Manuela Maleeva, Bugarska           | 6:4, 6:3                |
| 4.  | 22. travnja, 1990.   | Tampa, SAD                       | Katerina Maleeva, Bugarska          | 6:1, 6:0                |
| 5.  | 13. svibnja, 1990.   | Rim, [Italija                    | Martina Navrátilová, SAD            | 6:1, 6:1                |
| 6.  | 20. svibnja, 1990.   | Qatar Telecom Open, Njemačka     | Steffi Graf, Njemačka               | 6:4, 6:3                |
| 7.  | 10. lipnja, 1990.    | Roland Garros                    | Steffi Graf, Njemačka               | 7:6(6), 6:4             |
| 8.  | 19. kolovoza, 1990.  | Los Angeles, SAD                 | Martina Navratilova                 | 6:4, 3:6, 7:6(6)        |
| 9.  | 4. studenog, 1990.   | Oakland, Kalifornija, SAD        | Martina Navratilova                 | 6:3, 7:6(5)             |
| 10. | 18. studenog, 1990.  | WTA Championships, New York, SAD | Gabriela Sabatini, Argentina        | 6:4, 5:7, 3:6, 6:4, 6:2 |
| 11. | 27. siječnja, 1991.  | Australian Open                  | Jana Novotna, Čehoslovačka          | 5:7, 6:3, 6:1           |
| 12. | 24. ožujka, 1991.    | Miami, SAD                       | Gabriela Sabatini, Argentina        | 6:3, 7:5                |
| 13. | 21. travnja, 1991.   | Houston, USAD                    | Mary Joe Fernandez, SAD             | 6-4, 6-3                |
| 14. | 9. lipnja, 1991.     | Roland Garros                    | Arantxa Sánchez-Vicario, Španjolska | 6:3, 6:4                |
| 15. | 18. kolovoza, 1991.  | Los Angeles, SAD                 | Kimiko Date, Japan                  | 6-3, 6-1                |
| 16. | 8. rujna, 1991.      | US Open                          | Martina Navratilova, SAD            | 7:6(1), 6:1             |
| 17. | 22. rujna, 1991.     | Tokio, Japan                     | Mary Joe Fernandez, SAD             | 6:1, 6:1                |
| 18. | 6. listopada, 1991.  | Milano, Italija                  | Martina Navratilova, SAD            | 6:3, 3:6, 6:4           |
| 19. | 17. studenog, 1991.  | Philadelphia, SAD                | Jennifer Capriati, SAD              | 7:5, 6:1                |
| 20. | 24. studenog, 1991.  | WTA Championships, New York, SAD | Martina Navratilova, SAD            | 6:4, 3:6, 7:5, 6:0      |
| 21. | 26. siječnja, 1992.  | Australian Open                  | Mary Joe Fernandez, SAD             | 6:2, 6:3                |
| 22. | 9. veljače, 1992.    | Essen, Njemačka                  | Mary Joe Fernandez, SAD             | 6:0, 6:3                |
| 23. | 1. ožujka, 1992.     | Indian Wells, SAD                | Conchita Martínez, Španjolska       | 6:3, 6:1                |
| 24. | 19. travnja, 1992.   | Houston, SAD                     | Zina Garrison, SAD                  | 6:1, 6:1                |
| 25. | 26. travnja, 1992.   | Barcelona, Španjolska            | Arantxa Sánchez-Vicario, Španjolska | 3:6, 6:2, 6:3           |
| 26. | 7. lipnja, 1992.     | Roland Garros                    | Steffi Graf, Njemačka               | 6:2, 3:6, 10:8          |
| 27. | 13. rujna, 1992.     | US Open                          | Arantxa Sánchez-Vicario, Španjolska | 6:3, 6:3                |
| 28. | 27. rujna, 1992.     | Tokio, Japan                     | Gabriela Sabatini, Argentina        | 6:2, 6:0                |
| 29. | 8. studenog, 1992.   | Oakland, Kalifornija, SAD        | Martina Navratilova, SAD            | 6:3 6:4                 |
| 30. | 22. studenog, 1992.  | WTA Championships, New York, SAD | Martina Navratilova, SAD            | 7:5, 6:3, 6:1           |
| 31. | 31. siječnja, 1993.  | Australian Open                  | Steffi Graf, Njemačka               | 4:6, 6:3, 6:2           |
| 32. | 14. siječnja, 1993.  | Chicago, SAD                     | Martina Navratilova, SAD            | 3:6, 6:2, 6:1           |
| 33. | 20. kolovoza, 1995.  | Toronto, Kanada                  | Amanda Coetzer, Južna Afrika        | 6:0, 6:1                |
| 34. | 14. siječnja, 1996.  | Sydney, Australija               | Lindsay Davenport, SAD              | 4:6 7:6(7) 6:3          |
| 35. | 28. siječnja, 1996.  | Australian Open                  | Anke Huber, Njemačka                | 6:4, 6:1                |
| 36. | 23. lipnja, 1996.    | Eastbourne, Engleska             | Mary Joe Fernandez, SAD             | 6:0, 6:2                |
| 37. | 11. kolovoza, 1996.  | Montreal, Kanada                 | Arantxa Sánchez-Vicario, Španjolska | 6:1, 7:6(2)             |
| 38. | 22. rujna, 1996.     | Tokio, Japan                     | Arantxa Sánchez-Vicario, Španjolska | 6:1, 6:4                |
| 39. | 10. kolovoza, 1997.  | Los Angeles, SAD                 | Lindsay Davenport, SAD              | 5:7, 7:5, 6:4           |
| 40. | 17. kolovoza, 1997.  | Toronto, Kanada                  | Anke Huber, Njemačka                | 6:2, 6:4                |
| 41. | 21. rujna, 1997.     | Tokio, Japan                     | Arantxa Sánchez-Vicario, Španjolska | 6:1, 3:6, 7:6(5)        |
| 42. | 23. kolovoza, 1998.  | Montreal, Kanada                 | Arantxa Sánchez-Vicario, Španjolska | 6:3 ,6:2                |
| 43. | 27. rujna, 1998.     | Tokio, Japan                     | Arantxa Sánchez-Vicario, Španjolska | 4:6, 6:3, 6:4           |
| 44. | 11. travnja, 1999.   | Amelia Island, SAD               | Ruxandra Dragomir, Rumunjska        | 6:2, 6:3                |
| 45. | 27. veljače, 2000.   | Oklahoma City, SAD               | Nathalie Dechy, Francuska           | 6:1, 7:6(3)             |
| 46. | 16. travnja, 2000.   | Amelia Island, SAD               | Conchita Martínez, Španjolska       | 6:3, 6:2                |
| 47. | 21. svibnja, 2000.   | Italian Open, Italija            | Amélie Mauresmo, Francuska          | 6:2, 7:6(4)             |
| 48. | 25. veljače, 2001.   | Oklahoma City, SAD               | Jennifer Capriati, SAD              | 6:3, 5:7, 6:2           |
| 49. | 16. rujna, 2001.     | Bahia, Brazil                    | Jelena Dokić, SR Jugoslavija        | 6:3, 6:3                |
| 50. | 7. listopada, 2001.  | Tokio, Japan                     | Tamarine Tanasugarn, Tajland        | 6:3, 6:2                |
| 51. | 14. listopada, 2001. | Šangaj, Kina                     | Nicole Pratt, Australija            | 6:2, 6:3                |
| 52. | 17. veljače, 2002.   | Doha, Katar                      | Tamarine Tanasugarn, Tajland        | 7:6(6), 6:3             |
| 53. | 25. svibnja, 2002.   | Madrid, Španjolska               | Chanda Rubin, SAD                   | 6:4, 6:2                |

### Parovi (6)
| Br. | Datum              | Turnir                | Podloga | Partnerica                  | Protivnice u finalu                                         | Rezultat    |
| 1.  | 13. svibnja, 1990. | Italian Open, Italija | Zemlja  | Helen Kelesi, Kanada        | Laura Garrone, Italija Laura Golarsa, Italija               | 6:3, 6:4    |
| 2.  | 31. ožujka, 1991.  | San Antonio, SAD      | Tvrda   | Patty Fendick, SAD          | Jill Hetherington, Kanada Rinaldi Stunkel, SAD              | 7:6(2), 6:2 |
| 3.  | 12. svibnja, 1991. | Italian Open, Italija | Zemlja  | Jennifer Capriati, SAD      | Nicole Bradtke, Australija Elna Reinach, Južna Afrika       | 7:5, 6:2    |
| 4.  | 10. svibnja, 1992. | Italian Open, Italija | Zemlja  | Helena Sukova, Čehoslovačka | Katerina Maleeva, Bugarska Barbara Rittner, Austrija        | 6:1, 6:2    |
| 5.  | 21. rujna, 1997.   | Tokio, Japan          | Tvrda   | Ai Sugiyama, Japan          | Julie Halard-Decugis, Francuska Chanda Rubin, SAD           | 6:1, 6:0    |
| 6.  | 27. rujna, 1998.   | Tokio, Japan          | Tvrda   | Ana Kurnikova, Rusija       | Mary Joe Fernandez, SAD Arantxa Sánchez-Vicario, Španjolska | 6:4, 6:4    |

## Plasmani na kraju godine
| 1988. | 1989. | 1990. | 1991. | 1992. | 1993. | 1994. | 1995. | 1996. | 1997. | 1998. | 1999. | 2000. | 2001. | 2002. | 2003. |
| 86    | 6     | 2     | 1     | 1     | 8¹    | *     | 1     | 2     | 5     | 6     | 6     | 4     | 10    | 7     | 60    |

¹ - veći dio godine nije igrala 

* - nije igrala cijelu godinu

## Vanjske poveznice
- WTA profil  Arhivirana inačica izvorne stranice od 17. studenoga 2006. (Wayback Machine)
- Fed Cup rekord  Arhivirana inačica izvorne stranice od 11. veljače 2007. (Wayback Machine)
- Neslužbena Web stranica Monike Seleš